# 护耳草
护耳草又名護耳草球蘭（学名：Hoya fungii）为夹竹桃科球兰属的植物，为中国的特有植物。分布在中国大陆的海南、广西、云南等地，生长于海拔300米至700米的地区，多生在山地疏林中以及树上，目前尚未由人工引种栽培。

## 别名
大奶汁藤、打不死（广西）